# Mælkebøttebarn
 Der er for få eller ingen kildehenvisninger i denne artikel, hvilket er et problem. Du kan hjælpe ved at angive troværdige kilder til de påstande, som fremføres i artiklen.

Mælkebøttebørn betegner børn, der er vokset op i belastende og risikofyldte miljøer og mere generelt  omsorgssvigtede børn.
Navnet mælkebøttebarn, som er lånt fra det norske løvetandsbarn, bygger på denne plantes evne til at vokse og blomstre under selv meget vanskelige vilkår til at spire igennem asfalt. Det er et billede på den ukuelighed og modstandskraft, som psykologien kalder resiliens.